# Goran Zec
Goran Zec (* 7. September 1994 in Inđija) ist ein serbischer American-Football-Spieler auf der Position des Safeties.

## Werdegang
Zec begann 2007 als Zwölfjähriger in der Flag Football-Abteilung der Inđija Indians mit dem Gridiron Football.  Bereits früh kam er als Safety zum Einsatz, doch sah er auch Spielzeit als Wide Receiver. 2012 nahm er mit der serbischen Junioren-Nationalmannschaft am Qualifikationsturnier in Rom für die Junioren-Europameisterschaft 2013 teil und wurde im Anschluss als Special Teams MVP ausgezeichnet. 2013 stieg er mit den Indians in die Super Liga, die höchste serbische Spielklasse, auf. Zec trug zu diesem Erfolg erheblich bei, weshalb er als wertvollster Spieler der Südgruppe ausgezeichnet wurde. Zur Saison 2016 wechselte Zec zu den GAT Dukes Novi Sad. In seinem zweiten Jahr dort erreichte er mit den Dukes den Serbian Bowl, der jedoch gegen die Kragujevac Wild Boars verloren ging. Im Jahr 2018 kehrte er zu den Inđija Indians zurück.
Als dreimaliger Defensive Back des Jahres der serbischen Liga wurde Zec im Juli 2018 von den Schwäbisch Hall Unicorns unter Head Coach Jordan Neuman verpflichtet. In Schwäbisch Hall stieß er somit erst zur Mitte der Saison 2018 zum Team. In sechs Spielen verzeichnete er zehn Tackles und einen Pass-Break-up. Mit den Unicorns gewann er den German Bowl XL in Berlin. Auch in der GFL-Saison 2019 lief er für die Unicorns auf und avancierte zum Leistungsträger des Teams. So stellten seine 93 Tackles in 15 Spielen den teaminternen Bestwert dar. Zudem fing er vier Interceptions, von denen er eine zum Pick Six in die gegnerische Endzone zurücktrug. Mit neun Pass-Break-ups zeigte er sich zudem in der Passabwehr ebenso stark. Daraufhin wurde er in das GFL South All-Star Team berufen. Mit den Unicorns unterlag er den New Yorker Lions aus Braunschweig knapp im German Bowl XLI.
Eigentlich hatten die Unicorns Zec zur Saison 2020 erneut unter Vertrag genommen, doch wurde diese aufgrund der Covid-19-Pandemie abgesagt. Stattdessen spielte Zec bei den Banja Luka Rebels in der BHFL, die erst ihre zweite Saison austrug. Mit den Rebels wurde Zec Vizemeister. Im Dezember 2020 unterschrieb Zec bei den SBB Vukovi Beograd, womit der serbische Nationalspieler in sein Heimatland zurückkehrte. Im Frühling lief er für das Team auf, beendete die Saison aber aufgrund seines Wechsels nach Polen nicht. Die SBB Vukovi wurde ohne ihn serbischer Meister.
Zec in der European League of Football
Zur Saison 2021 der European League of Football (ELF) wurde Zec von den Panthers Wrocław unter Cheftrainer Jakub Samel verpflichtet. Zec fing während der Saison insgesamt vier Interceptions und wurde nach Abschluss der regulären Saison in das ELF All-Star Team berufen. Mit den Panthers schied er im Halbfinale gegen die Hamburg Sea Devils aus. Bereits im Oktober wurde mit ihm für die Saison 2022 verlängert. Beim Spiel gegen Berlin Thunder am 10. Juli 2022 in Berlin erzielte Zec seinen ersten Sack in der European League of Football. Mit den Panthers belegte er mit einer Bilanz von 5–7 den dritten Rang in der Northern Conference. Zec wurde erneut als All-Star ausgezeichnet.
Im November 2022 wurde Zec von Stuttgart Surge um Head Coach Jordan Neuman für die ELF-Saison 2023 rekrutiert. Am 11. Februar 2023 nahm Zec an einem Combine der kanadischen Profiliga CFL in Finnland teil.

## Statistiken
| Jahr                        | Team             | Spiele 1 | Tackles | Tackles | Tackles | Tackles | Tackles | Pass Defense | Pass Defense | Pass Defense | Pass Defense | Pass Defense | Fumbles | Fumbles | Fumbles |
| Jahr                        | Team             | Spiele 1 | Total   | Solo    | Ast     | TFL     | Sack    | INT          | YDS          | TD           | BU           | PD           | FF      | FR      | TD      |
| --------------------------- | ---------------- | -------- | ------- | ------- | ------- | ------- | ------- | ------------ | ------------ | ------------ | ------------ | ------------ | ------- | ------- | ------- |
| European League of Football |                  |          |         |         |         |         |         |              |              |              |              |              |         |         |         |
| 2021                        | Panthers Wrocław | 10       | 050     | 27      | 23      | 03,0    | 0,0     | 04           | 047          | 0            | 07           | 11           | 0       | 0       | 0       |
| 2022                        | Panthers Wrocław | 12       | 088     | 47      | 41      | 11,5    | 3,0     | 06           | 139          | 2            | 08           | 14           | 3       | 0       | 0       |
| 2023                        | Stuttgart Surge  | 11       | 070     | 29      | 41      | 02,0    | 0,0     | 03           | 015          | 0            | 03           |              | 3       | 0       | 0       |
| ELF Gesamt                  | ELF Gesamt       | 33       | 208     | 103     | 105     | 16,5    | 3,0     | 13           | 201          | 2            | 18           | 25           | 6       | 0       | 0       |
| sportsmetrics.football      |                  |          |         |         |         |         |         |              |              |              |              |              |         |         |         |